# Tropicoperdix
Tropicoperdix — рід куроподібних птахів родини фазанових (Phasianidae). Представники цього роду мешкають в Південно-Східній Азії. Раніше їх відносили до роду Чагарникова куріпка (Arborophila), однак за результатами молекулярно-філогенетичного дослідження 2015 року вони були переведені до відносленого роду Tropicoperdix

## Види
Виділяють два види:
- Куріпка зеленонога (Tropicoperdix chloropus)
- Куріпка малазійська (Tropicoperdix charltonii)

## Етимологія
Наукова назва роду Tropicoperdix походить від сполучення слів дав.-гр. τροπις — тропіки і περδιξ — куріпка.